# École nationale d'ingénieurs des travaux agricoles
Les écoles nationales d'ingénieurs des travaux agricole formaient des ingénieurs des travaux agricoles (ITA) pour l'État et le secteur privé ; elles dépendaient du ministère de l'agriculture.

## Les écoles du groupe
Sept écoles ont été créées à partir de 1963.
Depuis le milieu des années 2000, la plupart de ces écoles sont désormais regroupées avec d'anciennes écoles nationales supérieures agronomiques (ENSA), qui elles-mêmes ne forment plus un groupe identifié, ou des écoles vétérinaires.
Liste des écoles par date de création : 
- École nationale d'ingénieurs des travaux agricoles de Bordeaux (créée en 1963[1], devenue École nationale supérieure des sciences agronomiques de Bordeaux Aquitaine en 2011[2])
- École nationale d'ingénieurs des travaux agricoles de Dijon (créée en 1965, intégrée à l’établissement national d'enseignement supérieur agronomique de Dijon en 1993)
- École nationale des ingénieurs des travaux ruraux techniques et sanitaires de Strasbourg (créée en 1966, devenue École nationale du génie de l'eau et de l'environnement de Strasbourg en 1992)
- École nationale des ingénieurs des travaux des eaux et forêts de Nogent-sur-Vernisson (Loiret) (créée en 1966, intégrée à l’École nationale du génie rural, des eaux et des forêts et déplacée à Nancy en 1998)
- École nationale d'ingénieurs des travaux agricoles (option horticulture) (créée en 1971[3], devenue l'École nationale d'ingénieurs des travaux de l'horticulture et du paysage (ENITHP) en 1989 et fusionnée au sein de l’Institut national d'horticulture en 1997 puis de AgroCampus Ouest en 2008 et l'Institut Agro en 2020[4])
- École nationale d'ingénieurs des techniques des industries agricoles et alimentaires de Nantes (créée en 1973[5], fusionnée au sein d'Oniris en 2010[6])
- École nationale d'ingénieurs des travaux agricoles de Clermont-Ferrand (créée en 1984[7], fusionnée au sein de VetAgro Sup en 2010[8]).